# Lecteria laticincta
Lecteria laticincta är en tvåvingeart som beskrevs av Alexander 1920. Lecteria laticincta ingår i släktet Lecteria och familjen småharkrankar.
Artens utbredningsområde är Nigeria. Inga underarter finns listade i Catalogue of Life.